# Schleich
Schleich es un productor alemán de figuras y accesorios de juguetes pintadas a mano. La compañía tiene su sede en Alemania. El mercado tradicional para Schleich es Europa continental, aun así, sus juguetes se venden en todo el mundo. Actualmente es bastante popular en el Reino Unido, Australia y América del Norte, especialmente entre los coleccionistas y miniaturistas.

## Historia
Schleich fue fundada por Friedrich Schleich en 1935. Su primeras figuras aparecieron en los 1950s con el desarrollo, producción y marketing de réplicas de personajes de cómic Snoopy y Los Pitufos. A principios de los 1980s  añadieron figuras de animales y personajes de los Muppet a su gama de productos. Hasta el fin de 2006, Schleich era un negocio familiar. Posteriormente fue adquirida por la compañía de inversión británica HgCapital, quién pagó 165 millones de euros para un 80% de participación.

## Diseño, producción y materiales
El diseño de productos y la creación de utillaje es mayoritariamente artesana. La producción es en la sede alemana y en instalaciones de producción en países extranjeros, y las figuras son pintadas a mano en China. En 2006, Schleich tenía aproximadamente 250 empleados y un montante de ventas anual de alrededor de 80 millones de Euros.

## Líneas y series de productos
La línea actual de figuras abarca animales, caballeros, dinosaurios, Los Pitufos, superhéroes de Marvel y personajes de DC, mascotas y elfos, además de numerosos accesorios para cada serie.
En mayo de 2007, se introdujo la serie de elfos. En 2009 publica un libro de historia sobre los elfos, que ha sido publicado capítulo por capítulo en el sitio web de la compañía.
Desde 2017, Schleich distribuye una línea de superhéroes y dioramas bajo licencia de Warner Bros. (DC) y Disney (Marvel).